# Baansport
Baansport is een algemene term voor sporten die op een baan worden uitgeoefend.

## Atletiek
Bij atletiekwedstrijden worden veel onderdelen op de baan uitgevoerd, zoals de loopnummers, snelwandelen en hordelopen.

## Motorsport
Bij motorsport staat 'baansport' voor dirttrack, grasbaanrace, ijsrace, shorttrack en speedway, die alle op ovale banen worden gereden. 
De baansporten zijn ontstaan op ongebruikte drafrenbanen in Amerika en Australië.

## Wielrennen
Een aantal disciplines van de wielersport worden op een afgesloten baan gereden. Dit zijn onder andere
- Achtervolging
- Sprint
- Afstanden
- Puntenkoers

## Overige sporten
Ook velden voor tennis en squash worden banen genoemd, het zijn echter geen baansporten. Ook schietsporten gebruiken soms een schietbaan maar zijn geen baansporten.